# Devastació i conquesta del Sistan (1383)
La devastació i conquesta del Sistan foren les activitats militars de Tamerlà a la regió del Sistan el 1383.
El malik o wali de Sistan, Kutb al-Din Kayani, s'havia sotmès immediatament a Tamerlà el 1381, després de la conquesta d'Herat. No obstant Tamerlà desconfiava ja que Kutb al Din era vassall dels kart d'Herat i en cas d'una rebel·lió al Khurasan no es podia garantir que no li donaria suport 
Timur va anar d'Herat a Sabzawar d'Herat (Isfizar) on va sufocar la revolta del governador local; després va anar a Farah, el malik de la qual es va sotmetre sense la menor resistència. Estan allí, Tamerlà va enviar a Ak Timur Bahadur a assolar la ciutat de Sistan i tota la regió. L'exèrcit va passar la muntanya Uk i va arribar a la fortalesa de Zere o Zarin a la vora d'un llac del mateix nom (llac Zarin) que fou presa d'assalt; cinc mil soldats que volien resistir, van morir en la lluita al centre de la ciutat. Com altres vegades es van fer muntanyes amb els caps tallats. Encara que Yazdi no ho diu, l'expedició tenia com a objectiu la dinastia local dels Mihrabànides per la manca de confiança. Si hi va haver algun acte concret que motivés l'expedició, no s'assenyala.

## Conquesta de Zaranj (1383)
Quan Timur es va presentar davant de Zaranj, una prospera ciutat a la vora del Sina Rud, va sortir una ambaixada a suplicar per la vida i bens dels habitants dirigida pel príncep Taj al-Din, en nom del xah Kutb al-Din. Mentre els termes de la rendició s'estaven negociant, els assetjats van fer una sortida impetuosa i una part de l'exèrcit manat per Muhammad Sultan Shah de Badakhxan els va enfrontar i els va conduir fins a un punt on Timur havia disposat dos mil cavallers; es va combatre durant la resta del dia fins al vespre, amb avantatge de la cavalleria timúrida sobre els infants de Zaranj. L'endemà al matí la batalla va seguir; l'exèrcit timúrida anava manat pel mateix Timur amb Miran Shah a l'ala dreta i una reserva de mil cavallers manats per Mirza Ali. Les portes de la ciutat foren enfonsades i la ciutat va quedar a mercè dels atacants. El cavall de Timur, de nom Baï, fou ferit i va morir desfermant la ira de Timur. Kutb al-Din va demanar la pau i va sortir cap a la posició de Timur per demanar perdó. Timur el va perdonar i li va concedir la vida (i fins i tot li va concedir algun favor). Llavors, segons Yazdi, milers de habitants del Sistan (de vint a trenta mil) vinguts d'arreu van començar a arribar a Zaranj disposats a enfrontar als atacants; armats amb fletxes van enfrontar als timúrides. Probablement es va aprofitar algun incident per efectuar una matança i incomplir l'acord. Timur va ordenar combatre altre cop. Va fer posar les cadenes a Kutb al-Din. Després la cavalleria va carregar i amb fletxes, cops d'espasa o trepitjats pels cavalls van atropellar als enemics;; en una segona carrega ja van entrar a la ciutat i van passar a ganivet a tota la població (des dels vells de 100 anys als recent nascuts, diu Yazdi) i els edificis de la ciutat foren destruïts i les muralles enderrocades; no va quedar ni un arbre. La regió era anomenada “El Jardí d'Àsia” i va quedar arruïnada en el seu sistema de reg, molins de vent, dics etc.. i es va desertificar i aviat la província verda va esdevenir el Dasht-i-Margo (Desert de la Mort), el Dasht-i-Jehanum (Desert del Infern) o Sar-o-Tar (Plaça de la Desolació i la buidor) i encara avui dia es una regió pobre i deserta. Timur es va quedar allí uns dies per carregar totes les riqueses del rei del Sistan i la resta fou saquejat pels soldats; el que va quedar dempeus fou cremat. Aquesta conquesta fou el mes de desembre del 1383. Els savis i religiosos foren enviats a Farah i Kutb al-Din i els notables (governadors, ministres, generals) foren enviats a Samarcanda. El govern del Sistan fou confiat al negociador Taj al-Din Shah Shahan.